# Зустрінемося в метро
«Зустрінемося в метро» (рос. «Встретимся в метро») — радянський двосерійний художній фільм, поставлений на кіностудії «Ленфільм» в 1985 році режисером Віктором Соколовим, що оповідає про перших будівельників ленінградського метро.

## Сюжет
Влітку 1941 року в Ленінград прибула група московських метробудівців, щоб почати роботи з будівництва підземки. У зв'язку з початком війни їм довелося перекваліфікуватися і в найважчих умовах протягувати «Дорогу життя» і будувати оборонні споруди в околицях блокадного міста. Будівельники, що пережили блокаду Ленінграда завершують розпочату перед війною роботу і в 1955 році здають першу чергу ленінградського метрополітену.

## У ролях
- Петро Вельямінов — Андрій Іванович Зарубін
- Ліліта Озоліня —  Наташа
- Микола Іванов —  Костя, головний інженер
- Лариса Гузєєва —  Льоля
- Олена Попова —  Зоя
- Людмила Полякова —  Ангеліна
- Віктор Шульгін —  Іван Сергійович, парторг
- Анжеліка Неволіна —  Ліка
- Олександр Малникін —  Саша
- Володимир Труханов
- Маша Загаїнова —  Аня

## Знімальна група
- Автори сценарію — Віктор Соколов, Альбіна Шульгіна
- Постановка — Віктор Соколов
- Оператор-постановник — Володимир Дьяконов
- Художник-постановник — Лариса Шилова
- Художник-декоратор — Віра Зелінська
- Композитор — Андрій Петров
- Текст пісні — Альбіна Шульгіна